# Chicagoprinciperna
Chicagoprinciperna (engelska: The Chicago Principles) eller Chicago-deklarationen (engelska: The Chicago Statement) är en uppsättning riktlinjer rörande yttrandefrihet på college campus i USA. Syftet är att de college som frivilligt antar dem uppvisar ett åtagande för dessa frågor.
Chicagoprinciperna tillkom och antogs vid University of Chicago efter en rapport av en tillsatt kommitté om yttrandefrihet 2014 ("Report of the Committee on Freedom of Expression") och kom att kallas "Chicagoprinciperna" i samband med att andra universitet i USA antog dem eller utformade egna riktlinjer efter liknande mål.
Sedan 2014 har flera universitet antagit principerna, till exempel Princeton University och Purdue University. I september 2018 rapporterade Foundation for Individual Rights in Education att 45 amerikanska college och universitet hade antagit eller stött Chicagoprinciperna eller ett substansiellt liknande uttalande.